# Російська гра (фільм)
«Російська гра» — кінофільм режисера Павла Чухрая, який вийшов на екрани в 2007 році.

## Зміст
За мотивами твору Миколи Гоголя. Італійський шулер має в запасі всього тиждень, щоб заплатити по заставних. Інакше він позбудеться всього майна і сяде у в'язницю. Єдина надія для нього — грати в Росії, де за допомогою міченої колоди італійцеві вдається сколотити пристойну суму. Але після знайомства з місцевими шахраями велика гра тільки починається.

## Ролі
| Актор              | Роль |
| ------------------ | ---- |
| Сергій Маковецький | -    |
| Сергій Гармаш      | -    |
| Андрій Мерзлікін   | -    |
| Дмитро Висоцький   | -    |
| Авангард Леонтьєв  | -    |
| Гнат Акрачков      | -    |
| Юрій Маслак        | -    |
| Дмитро Таланцев    | -    |
| Павло Сборщиков    | -    |
| Джуліано Ді Капуа  | -    |

## Знімальна група
- Режисер — Павло Чухрай
- Сценарист — Павло Чухрай, Микола Гоголь
- Продюсер — Ірина Баскакова, Сергій Шумаков, Дмитро Корж
- Композитор — Юрій Потєєнко

## Касові збори
Під час показу в Україні, що розпочався 4 жовтня 2007 року, протягом перших вихідних фільм демонстрували на 7 екранах, що дозволило йому зібрати $9,287 і посісти 10 місце в кінопрокаті того тижня. Загалом фільм в кінопрокаті України пробув 1 тиждень і зібрав $9,287, посівши 174 місце серед найбільш касових фільмів 2007 року.